# Amalia Graffman
Berta Amalia Fredrika Graffman, född 25 november 1834 i Göteborg, död 7 maj 1906 i Växjö, var en svensk skolledare och den lokala pionjären för kvinnors utbildning i Växjö. Hon grundade 1857 Växjö stad Elementarläroverk för flickor, och drev den sedan som rektor 1857-1897.
Amalia Graffman var dotter till handelsbokhållaren Johan Abraham Graffman (1795—1836) i Göteborg och syster till disponenten vid Appeltofftska bryggeriet i Halmstad Jakob Emanuel (Jacques) Graffman (1831—1916). Hon grundade år 1857 Växjö flickskola, också kallad Graffmanska skolan efter henne; skolan kallades slutligen Växjö Elementarläroverk för flickor, och tillhörde vid grundandet de äldre av de seriösa flickskolorna i landet. Skolan bytte lokal många gånger. Slutligen lades den under läroverksföreningen i Växjö, och mottog 1876 statsunderstöd. Graffman behöll dock ställningen som rektor och föreståndare samt rätten till skolans namn och inventarier. Skolan fick statsunderstöd 1876 och normalskolekompetens 1909. Hon avgick som rektor 1897 och efterträddes av Abigael Rahm och Sigrid Falk. Hennes skola omvandlades 1934 till en kommunal flickskola som blev kvar till 1957. Elevantalet var 10 1857, 100 1897 och 228 1913. 
En väg i Växjö är uppkallad efter henne, Graffmans väg.